# Rostkronad dvärgtyrann
Rostkronad dvärgtyrann (Euscarthmus meloryphus) är en fågel i familjen tyranner inom ordningen tättingar.

## Utseende och läte
Rostkronad dvärgtyrann är en mycket liten gråbrun tyrann. Noterbart är beige runt ögat och på hjässan. Den är mycket ljudlig, med snabba fräsande läten som ibland avges i duett.

## Utbredning och systematik
Rostkronad dvärgtyrann förekommer i Sydamerika i två skilda områden, dels i norra Colombia och Venezuela, dels från östra Brasilien till Argentina. De två populationerna kategoriseras som två olika underarter, med följande utbredning:
- Euscarthmus meloryphus paulus – förekommer i nordöstra Colombia (Santa Martaregionen) och norra Venezuela
- Euscarthmus meloryphus meloryphus – förekommer från sydöstra Brasilien till norra Uruguay, östra Bolivia, östra Paraguay och norra Argentina

Tidigare inkluderades rostpannad dvärgtyrann (Euscarthmus fulviceps) i rostkronad dvärgtyrann, men denna urskiljs numera vanligen som egen art.

## Levnadssätt
Rostkronad dvärgtyrann hittas i torra områden och bestemarker med spridda träd och buskar. Där födosöker den mestadels nära marken och kan vara svår att få syn på.

## Status och hot
Arten har ett stort utbredningsområde och tros öka i antal. Internationella naturvårdsunionen IUCN listar den därför som livskraftig (LC).